# David Davage
David Davage [tidigare Willgren], född 2 december 1983, är en svensk teolog. Han är docent i Gamla testamentets exegetik vid Centrum för Teologi och Religionsvetenskap, Lunds universitet, lektor i bibelvetenskap och studierektor vid ALT (Akademi för Ledarskap och Teologi), Umeå, Research Fellow vid University of the Free State, Bloemfontein, Sydafrika, samt musiker.

## Biografi
Davage växte upp i en kristen familj och bodde delar av sin uppväxt i Paris. Han har mångårigt engagemang i frikyrkligt musikliv, inklusive studier vid folkhögskolan ITM, varifrån han har en kvalificerad yrkesutbildning i musik och ledarskap. Sin teologiska grundutbildning läste han på Örebro teologiska högskola  (nuvarande ALT), och 2016 disputerade han vid Lunds universitet på avhandlingen Like a Garden of Flowers: A Study of the Formation of the Book of Psalms. För avhandlingen erhöll Davage pris från Kungl. Vitterhetsakademien för "förtjänt vetenskapligt arbete", samt av Vetenskapssocieteten i Lund.
Davage blev docent 2020, och hade under åren 2019–2021 en post-doctjänst vid Umeå universitet. 2020 blev han också Research Fellow vid University of the Free State, Bloemfontein, Sydafrika. Han är redaktör för ALT:s tidskrift HYBRID, samt redaktionssekreterare för Svensk Exegetisk Årsbok (SEÅ).